# Ragazzi e ragazze
Ragazzi e ragazze (Some Girl) è un film del 1998 diretto da Rory Kelly.

## Trama
A Los Angeles si intrecciano le storie amorose di due amiche, April e Clair.